# 松木路子
松木 路子（まつき みちこ、1946年3月18日 - ）は、日本の女優。福岡県出身。本名も同じ。別名は永野路子、聖みち子。アーバンズエンターテイメント所属。夫はテレビドラマ監督の永野靖忠。息子（次男）はプロゴルファーの永野敦朗。妹は元女優の松木聖。姉も松木浩美の名で芸能活動を行なっていた。
主にテレビドラマ、映画などで活躍する。昼ドラマに数多く主演した。

## 人物
筑紫女学園高等学校卒業。実家の寿司屋に客として訪れていたRKB毎日放送の社員に勧められ女優を目指して上京、東宝芸能養成所在籍時に東宝の社員に声をかけられ1968年に東宝へ入社した。しかし、主役をやりたいと思うも映画では端役からスターにはなれないと考え、東宝を退社しテレビドラマへ転向した。
CMタレントを経て、1966年、松竹映画『阿片台地　地獄部隊突撃せよ』でデビュー。デビュー当時は聖みち子の芸名で活動していたが、1968年に当時の本名である松木路子に改名した。
26歳の時にテレビドラマ監督の永野靖忠と結婚した。永野と妹の松木聖は、永野靖忠が監督を務めていた縁で『人造人間キカイダー』にゲスト出演している。
1974年引退後、2児をもうけるが、永野の病死（肝臓がん）により、和服デザインの仕事をし、2013年アメリカ人の大学教員と国際結婚した。
2018年、夫とともに静岡県熱海市へ移住。同年暮れ、市内咲見町にセレクトショップ「Michikoのサロン」を開店。2024年10月、市内中央町に「Plumeria（プルメリア） セレクトショップ Michiko」を開店。同店はかつて五月みどりが営んでいたセレクトショップ「ヴィーナス熱海中央店」が入居していた物件だった。2025年4月、「Michikoのサロン」を閉店。

## 出演

### テレビドラマ
※太字は主演
- ブラザー劇場 / 新吾十番勝負（1967年、TBS / 松竹テレビ室）第33話「くれない三度笠」- 由紀 ※聖みち子名義
- 美貌の影（1967年、NTV） - 神山恭子 ※聖みち子名義
- 神州天馬侠（1967年、ABC） - 咲耶子 ※聖みち子名義
- 木下恵介アワー おやじ太鼓（1968年、TBS）- 井沢久代　第13話、第14話、第21話、第28話 ※聖みち子名義
- ジョン万次郎（1968年、NTV）
- 愛のうず潮（1968年、NET）
- ライオン奥様劇場 （CX）
  - 続・愛染かつら（1968年）
  - 愛やまず（1968年）
  - 罪人形（1970年） - あかね
  - 慟哭の花（1971年） - 中里マサ子
  - ガラスの階段（1972年） - 大沢美沙子
- 黒い編笠（1968年、ABC）
- 風来坊（1968年、CX）
- 旅がらすくれないお仙（1968年、NET）
- 天と地と（1969年、NHK）
- お嫁さん 第5シリーズ 第22回「おもいやり」（1969年、FNN／松竹）- 根本やえ子
- 怪奇大作戦 第26話「ゆきおんな」（1969年、TBS / 円谷プロ） - 井上秋子
- 特別機動捜査隊（NET / 東映）
  - 第379話「決斗」（1969年） - 渥美好子
  - 第677話「十円玉の謎」（1974年） - 宮園啓子
- 花のお江戸のすごい奴（1969年、CX） - おしん
- 素浪人 花山大吉 （NET / 東映）
  - 第36話「フラれた方がましだった」（1969年） - お咲
  - 第62話「あきれた病気にかかっていた」（1970年） - おみの
  - 第71話「女房にフラれるバカもいた」（1970年） - おきみ
- 夫よ男よ強くなれ 第16回「しばられるのはイヤ!」（1970年、NET）
- 天を斬る 第22話「春の祈り」（1970年、NET / 東映） - その江
- 鬼平犯科帳 第54話「色と欲」（1970年、NET / 東宝） - お咲
- 男一番!タメゴロー（1970年、NET）
- 星から来た女（1970年、CX） - 邦子
- 千葉周作 剣道まっしぐら 第12話「周作よ剣にきけ！」（1971年、TBS）- 千秋
- 清水次郎長 （1971年 - 1972年、CX）
- 銭形平次 第250話「わらべ唄殺人事件」（1971年、CX / 東映） - お京
- 旗本退屈男 第17話「幽霊を買う」（1971年、CX）
- さむらい飛脚 第7話（1971年、NET / 東映）
- 人形佐七捕物帳 第3話「河童の捕物」（1971年、NET） - お糸
- 大岡越前 （TBS / C.A.L）
  - 第2部 第26話「脅迫者」（1971年） - お鶴
  - 第3部 第14話「忠相旅日記」（1972年） - おさと
- 天皇の世紀 第11話「決起」（1971年、ABC） - 方
- 世なおし奉行 第3話「狼どもの夜」（1972年、NET/ 東映） - 美濃
- 下町かあさん（1972年、CX） - 令子
- 水戸黄門 （TBS / C.A.L）
  - 第3部 第11話「恩讐の通し矢 -岡崎-」（1972年） - おゆき
  - 第22部 第27話「女たちの復讐 -大聖寺-」（1993年） - おとよ
  - 第24部 第6話「お髭を染めた黄門さま -大坂-」（1995年） - おとき
  - 第25部 第3話「縁切寺の縁結び -鎌倉-」（1997年） - 秋光尼
- プレイガール 第165話「暴力街の流れ医者」（12ch / 東映)　 - 丹羽こずえ
- 二人の素浪人 第1話「砂金が呼ぶ野良犬殺法」（1972年、CX / 東映） - お光
- 太陽にほえろ! （NTV）
  - 第8話「真夜中の刑事たち」（1972年） - 田中智子
  - 第105話「この仕事が好きだから」（1974年） - 森山亜矢子
- 家光が行く 第6話「仇討ち愚連隊」（1972年、NTV） - お峰
- 地獄の辰捕物控 第7話「無縁佛が旅に出た」（1972年、NET / 東映） - おふさ
- 長谷川伸シリーズ「雪の渡り鳥」（1972年、NET）
- 人造人間キカイダー　第22話「シロノコギリザメ 悪夢の12時間」（1972年、NET / 東映） - 畑中伸子
- 青い炎の女（1973年、CX） - 佐伯加津子
- 右門捕物帖 第11話「顔のない女」(1974年、NET/東映） - お八重
- ぶらり信兵衛 道場破り（1973年 - 1974年、CX）
- 水滸伝 第11話「さすらいの勇者」（1974年、NTV） - 玉蘭
- 風の中のあいつ 第19話・第20話（1974年、TBS）
- 幡随院長兵衛お待ちなせえ 第15話「怪談・呪いの古井戸」（1974年、MBS）
- 愛ぬすびと（1974年、THK）
- 運命峠 第4話（1974年、KTV）
- おんな浮世絵・紅之介参る! 第6話「恋の味おしえます」（1974年、NTV）
- 大江戸捜査網 （12ch / 三船プロ）
  - 第122話「捨て子騒動始末記」（1974年） - お里
  - 第145話「無宿人仁義」（1974年） - おあき
  - 第161話「傷だらけのめぐり逢い」（1974年）
  - 第188話「怪盗お役者変化」（1975年）
  - 第217話「邪魔者を殺せ!」（1975年） - さと
  - 第247話「血塗られた兄弟の契り」（1976年） - 志乃
  - 第386話「幼女が裁いた赤い罠」（1979年） - おきぬ
  - 第456話「娘魚屋五万石の涙」（1980年） - お牧の方
  - 第595話「父が叫ぶ! 非行娘爆走絵図」（1983年） - 登勢
- 破れ傘刀舟 悪人狩り （NET）
  - 第9話「遊女の挽歌」（1974年） - おすえ
  - 第29話「白の恐怖」（1975年） - 志乃
- 必殺シリーズ（ABC / 松竹）
  - 暗闇仕留人 第22話「怖れて候」（1974年） - ちよ
  - 翔べ! 必殺うらごろし 第23話「悪用した催眠術! 先生勝てるか」（1979年） - お里
- 影同心 第6話「郭に咲く花殺し節」（1975年、MBS / 東映） - お新
- 非情のライセンス 第2シリーズ 第46話「兇悪の閃光」（1975年、NET） - 富永弘子
- 伝七捕物帳 第84話 「子はかすがい情けの絆」（1975年、NTV）-お光
- 鬼平犯科帳 第23話「盗人姉妹」（1975年、NET） - お紋
- 特捜最前線 （ANB） 
  - 第23話「女と刑事の子守歌」（1977年）
  - 第40話「初指令・北北東へ急行せよ!」（1978年）- 高杉刑事の妻・陽子
  - 第63話「痴漢・女子大生被害レポート!」（1978年）- 進藤教授
  - 第84話「記憶のない毒殺魔!」（1978年）- 高杉刑事の妻・陽子
  - 第92話「白い小さな訪問者!」（1979年）- 高杉刑事の妻・陽子
- 破れ奉行（ANB / 中村プロ）
  - 第6話「紀州藩を砲撃せよ」（1977年） - お園
  - 第22話「死神が乗った流人船」（1977年） - 志乃
- 新・木枯し紋次郎 第25話「生国は地獄にござんす」（1978年、12ch） - お仙
- 大都会 PARTIII 第17話「誘拐」（1979年） - 寺田夫人
- 半七捕物帳 第18話「金の蝋燭」（1979年、ANB / 歌舞伎座テレビ） ※尾上菊五郎版 - おみつ
- ウルトラマン80 第34話「ヘンテコリンな魚を釣ったぞ!」（1980年、TBS / 円谷プロ） - 飯田夫人
- 土曜ワイド劇場（ANB）
  - 「解明旅行　北陸路観光殺人」（1980年）
  - 「京都島原殺人事件　女性レポーターの観光案内　華麗な太夫道中のトリック崩し!」（1990年）
  - 「家政婦は見た!12」（1993年）
  - 「山手線五・八キロの証言」（1993年） - 神林冴子
  - 「葬儀司会者都築耕平の殺人事件簿」（1994年）
  - 「美人OL殺し」（1994年）
  - 「松本清張スペシャル 書道教授」（1995年） - クラブのママ
  - 「終着駅シリーズ7・街」（1997年） - フジ子
  - 「愛と死の殺人海流」（1997年） - 日向栄子
- 花王愛の劇場「ダンプかあちゃん」（1980年、TBS）
- 旅がらす事件帖 第7話「嵐の中の用心棒」（1980年、KTV） - おれん
- 文吾捕物帳 第8話「女風呂のめぐり逢い」（1980年、ANB / 三船プロダクション）
- 暴れん坊将軍シリーズ（ANB / 東映）
  - 暴れん坊将軍II 第187話「夫婦喧嘩と釣り天井!」（1987年） - お甲
  - 暴れん坊将軍VI 第8話「め組が運んだ涙の訴状」（1994年） - 綾瀬
- 火曜サスペンス劇場 （NTV）
  - 「追いつめられた女」（1988年）
  - 「小京都ミステリー8・北海慕情殺人事件」（1993年）
  - 「検事霧島三郎5」（1998年）
- 一枚の写真（1991年、CX）
- 珠玉の女（1992年 - 1993年、YTV）
- 四匹の用心棒 (5) かかし半兵衛無頼旅（1993年、ANB / 東映） - 汐路
- 名奉行 遠山の金さん 第6シリーズ 第8話「上方女の真剣勝負」（1994年、ANB / 東映） - お島
- はぐれ刑事純情派 （ANB）
  - （1994年） - 五十嵐静子
  - 第8シリーズ 第12話「匿名の結婚祝い!? 整形美容の女」（1995年）
  - 第9シリーズ 第4話「死の不倫旅行!? 家庭回帰の男」（1996年）
- 金曜エンタテイメント（CX）
  - 「山村美紗京都ミステリー　京都恋人形殺人事件」（1997年）
  - 「おばさんデカ 桜乙女の事件帖5」（1997年）
  - 「殺人美容室 超人気ヘアサロンでシャンプー待ちの女が死体に!?変身願望を抱く女たち…」（1998年）
- シングルス（1997年、KTV）
- 御家人斬九郎 第2シリーズ 第7話「白魚の吉次」（1997年、CX / 映像京都） - 庵主
- 鬼平犯科帳 第8シリーズ 第3話「穴」（1998年、CX） - お半 役
- 女と愛とミステリー（TX）
  - 「小早川警視正シリーズ1」（2002年） ‐ 丸菱弓子
- 月曜名作劇場 「十津川警部シリーズ (内藤剛志)5」（2018年） - 前沢友子

### 映画
- 阿片台地　地獄部隊突撃せよ（1966年、松竹）※デビュー作
- 女の中にいる他人（1966年、東宝）
- ひき逃げ（1966年、東宝）
- 一粒の麦 荻野吟子の生涯（2019年）- 稲村みや
- わたしのかあさん-天使の詩-（2024年、現代ぷろだくしょん） - 山田みお[5]